# Juan Domingo Pignatelli
Juan Domingo Pignatelli (zm. 8 grudnia 1765 w Parmie) – hiszpański dyplomata z XVIII wieku.
30 września 1760 roku przysłał z Kopenhagi ważny raport dotyczący duńskich wysp w Indiach Zachodnich, zwracając uwagę na ich potencjał gospodarczy. Pignatelli był wówczas posłem Królestwa Hiszpanii w Danii.